# W stepie szerokim
W stepie szerokim – polski film komediowy z 2007 roku w reżyserii Abelarda Gizy, wyprodukowany przez Grupę Impact.

## Obsada
- Marcin Borchardt – Romek/Marchew-Man
- Marek Richter – Julian Tuwim (nie ten)
- Jakub Drewa – Żaba
- Wojciech Tremiszewski – Zbigniew „Papa” Papaja
- Krzysztof Matuszewski – redaktor naczelny
- Dariusz Siastacz – Marian
- Tomasz Okulicz – Akwizytor
- Julia Kamińska – Fanka

## Nagrody
- 32 FPFF w Gdyni – wyróżnienie
- Festiwal Filmów Komediowych i Niezależnych Barejada 2007 w Jeleniej Górze – Najlepszy Niezależny Film Fabularny
- Sztorm Roku 2007 – Nagroda „Gazety Wyborczej” dla Abelarda Gizy, w kategorii „film i multimedia”